# 粟點蝴蝶魚
粟點蝴蝶魚，為輻鰭魚綱鱸形目蝴蝶魚科的其中一種。

## 分布
本魚分布於中太平洋東部的夏威夷群島、中途島及強斯頓環礁等海域。

## 深度
水深0至25公尺。

## 特徵
本魚體呈方圓形，吻短，體色通常為黃色，側邊會略呈白色。體色有呈縱向排列的斑點。頭部一條寬的黑色條紋通過眼睛。另有一個黑色的斑點在尾梗上。背鰭硬棘13至14枚、背鰭軟條20至23枚；臀鰭硬棘2至3枚、臀鰭軟條17至20枚。體長可達13公分。

## 生態
本魚棲息在礁石平台上，成群出現，屬肉食性，以浮游生物、無脊椎動物等為食。

## 經濟利用
為觀賞性魚類，不供食用。